# Cascades Queen Mary
Les cascades Queen Mary són unes cascades del rierol Spring, situades a la regió de Darling Downs de Queensland, Austràlia.

## Localització i cararacterístiques
Les cascades es troben al Parc Nacional de Main Range, i l'aigua cau 40 m d'altura des de la cadena McPherson, a prop de la frontera de Queensland / Nova Gal·les del Sud. Es localitzen a 50 km al sud-est de Warwick i a 10 km a l'est de la ciutat de Killarney.
Les cascades s'han format quan l'erosió produïda per l'aigua dels rierols van crear congosts a través de capes de basalt i traquita resistent. Actualment, les caigudes d'aigua es troben en retrocés, ja que els blocs grans a la part inferior de les cascades no eren visibles en les fotografies preses al segle xix.
Les instal·lacions a les cascades inclouen lavabos, taules i xemeneies.
A la zona, a prop de Killarney, es poden veure quatre cascades més: les cascades Teviot, les cascades Daggs, les cascades Browns i les cascades Upper Browns.